# Харитонов, Алексей Анатольевич
Алексей Анатольевич Харитонов (род. 4 июля 1991) — российский легкоатлет, специализирующаяся в беге на 1500 метров.

## Карьера
Тренируется у В.И. Жолнеровича в Санкт-Петербурге.
В 2010 году стал бронзовым призёром юниорского Первенства России на дистанции 3000 метров с препятствиями.
В 2012 году был третьим на первенстве России среди молодёжи в Саранске на 800-метровой дистанции, а также победителем чемпионата России среди молодёжи в Ерино на дистанции 1500 метров. 
В 2015 году стал серебряным призёром чемпионата России в помещении на дистанции 1500 метров, бронзовым призёром командного чемпионата России и победителем турнира на призы Ю.Печёнкиной.
Чемпион летней Универсиады 2015 года на дистанции 1500 метров.